# Amara biarticulata
Amara biarticulata là một loài bọ cánh cứng trong chi Amara thuộc họ Carabidae.